# 예쁘장한 구오즈
《예브장한 구오즈》는 대한민국의 케이블 방송사인 iHQ (큐브TV, 코미디TV, K STAR) 방송되었던 예능 프로그램이다.

## 기획 의도
95년생 동갑내기 절친들의 장난기 어린 모습부터 미래에 대해 고민하는 20대의 진지한 모습까지 날 것 그대로를 솔직하게 담은 프로그램이다.

## 방송 시간
| 방송 채널 | 방송 기간                         | 방송 시간                | 비고   |
| --------- | --------------------------------- | ------------------------ | ------ |
| 큐브TV    | 2019년 7월 12일 ~ 2019년 9월 27일 | 매주 금요일 저녁 07:00 ~ | 본방송 |

## 출연진
- 육성재
- 영민
- 광민
- 민우
- 리키
- 백경도

## 결방 사유
- 2019년 8월 23일, 8월 30일 재방송 편성으로 결방.